# Euchlaena manubiaria
Euchlaena manubiaria är en fjärilsart som beskrevs av George Duryea Hulst 1886. Euchlaena manubiaria ingår i släktet Euchlaena och familjen mätare. Inga underarter finns listade i Catalogue of Life.